# Servicio 201 (Corredor Rojo)
El servicio 201 es una línea del Corredor Rojo, que conecta los distritos de Ate y La Perla.

## Características
Inició operaciones el 30 de enero de 2016, con un recorrido que se extendía por el este hasta el óvalo en el que confluyen las avenidas Javier Prado Este y Huarochirí. En julio del mismo año, la ruta fue ampliada hasta sus actuales paraderos final (vuelta) e inicial (ida) ubicados en la urbanización Ceres, en el distrito de Ate.
En diciembre de 2019, un autobús eléctrico fabricado por BYD se incorporó a la flota de este servicio. El vehículo fue donado por Enel X y forma parte de un proyecto piloto que recabará información para masificar el uso de buses eléctricos en Lima.
En enero de 2023, su ruta fue ampliada hasta el óvalo de La Perla, llegando así a la provincia constitucional del Callao. 
Su flota está compuesta por buses de 12 metros, la mayoría de ellos del modelo Titán Urbano Corredor de la carrocera Modasa.
| Lunes a sábado  | 05:00 a. m. - 11:00 p. m. |
| Lunes a domingo | 05:00 a. m. - 10:30 p. m. |

| General     | S/ 2.35 |
| Estudiantes | S/ 1.17 |

El medio de pago es la tarjeta Lima Pass.

## Itinerario
En el sentido de ida, el recorrido inicia en el cruce de la prolongación Javier Prado con la calle Los Olivos. Circula por las avenidas Javier Prado, Faustino Sánchez Carrión y La Marina. Finaliza en el óvalo de La Perla, provincia constitucional del Callao. 
En el sentido de vuelta, el recorrido inicia en el óvalo de La Perla (Saloom) en el encuentro con la avenida Venezuela. Circula por las avenidas de La Marina, Faustino Sánchez Carrión y Javier Prado. La ruta finaliza en el cruce de la prolongación Javier Prado con la carretera Central.
| N.º                       | Paradero                  | Común con                 |
| Prolongación Javier Prado | Prolongación Javier Prado | Prolongación Javier Prado |
| ------------------------- | ------------------------- | ------------------------- |
| 1                         | Ceres                     |                           |
| 2                         | Berlín                    |                           |
| 3                         | Holanda                   |                           |
| 4                         | Vista Alegre              |                           |
| Avenida Javier Prado      |                           |                           |
| 5                         | París                     |                           |
| 6                         | Estadio Monumental        |                           |
| 7                         | Huarochirí                | 204                       |
| 8                         | Flora Tristán             | 204                       |
| 9                         | Los Ingenieros            | 204                       |
| 10                        | La Molina                 | 204 206 209               |
| 11                        | Universidad de Lima       | 204 206 209               |
| 12                        | Evitamiento               | 204 206 209               |
| 13                        | Circunvalación            | 204 206 209               |
| 14                        | Jiménez Borja             |                           |
| 15                        | Rosa Toro                 | 209                       |
| 16                        | San Luis                  | 204 209                   |
| 17                        | Aviación                  | 204 206 209               |
| 18                        | Guardia Civil             | 209                       |
| 19                        | Quiñones                  | 204 206                   |
| 20                        | Arriola                   | 206 209                   |
| 21                        | Masías                    | 204 206 209               |
| 22                        | Las Orquídeas             | 209                       |
| 23                        | Petit Thouars             | 206                       |
| 24                        | Arenales                  | 204 209                   |
| 25                        | Las Palmeras              | 209                       |
| 26                        | Los Nogales               | 204 209                   |
| 27                        | Pershing                  | 209                       |
| Avenida Sánchez Carrión   |                           |                           |
| 28                        | Salaverry                 | 204 209                   |
| 29                        | Gregorio Escobedo         | 209                       |
| 30                        | Hospital Militar          | 209                       |
| Avenida de la Marina      |                           |                           |
| 31                        | Sucre                     | 204 209                   |
| 32                        | Bartolomé Herrera         |                           |
| 33                        | Universitaria             | 204 209                   |
| 34                        | Parque de las Leyendas    |                           |
| 35                        | Escardó                   | 204                       |
| 36                        | Faucett                   | 204                       |
| 37                        | José Martí                |                           |
| 38                        | Los Insurgentes           |                           |
| 39                        | Haya de la Torre          |                           |
| 40                        | López Albújar             |                           |
| 41                        | Bomberos                  |                           |
| 42                        | Óvalo de La Perla         |                           |
| 43                        | Venezuela                 |                           |

| N.º                       | Paradero               | Común con             |
| Avenida Elmer Faucett     | Avenida Elmer Faucett  | Avenida Elmer Faucett |
| ------------------------- | ---------------------- | --------------------- |
| 1                         | La Marina              |                       |
| Avenida de la Marina      |                        |                       |
| 2                         | Escardó                | 204                   |
| 3                         | Parque de las Leyendas |                       |
| 4                         | Universitaria          | 204                   |
| 5                         | Bartolomé Herrera      |                       |
| 6                         | Sucre                  | 204 209               |
| Avenida Sánchez Carrión   |                        |                       |
| 7                         | Hospital Militar       | 209                   |
| 8                         | Gregorio Escobedo      | 209                   |
| 9                         | Salaverry              | 204 209               |
| 10                        | Javier Prado           |                       |
| Avenida Javier Prado      |                        |                       |
| 11                        | Las Flores             | 204 209               |
| 12                        | Los Cedros             | 209                   |
| 13                        | Los Sauces             | 209                   |
| 14                        | Arenales               | 204 209               |
| 15                        | Parodi                 | 209                   |
| 16                        | Las Orquídeas          | 209                   |
| 17                        | Masías                 | 204 206 209           |
| 18                        | Arriola                | 206 209               |
| 19                        | Guardia Civil          | 209                   |
| 20                        | Aviación               | 204 206 209           |
| 21                        | San Luis               | 204 209               |
| 22                        | Rosa Toro              | 209                   |
| 23                        | Circunvalación         | 204 206 209           |
| 24                        | Jockey Plaza           | 204 206 209           |
| 25                        | Universidad de Lima    | 204 206 209           |
| 26                        | Camacho                | 209                   |
| 27                        | Los Frutales           | 209                   |
| 28                        | La Molina              | 204 206 209           |
| 29                        | Los Ingenieros         | 204                   |
| 30                        | Flora Tristán          | 204                   |
| 31                        | Huarochirí             | 204                   |
| 32                        | Estadio Monumental     |                       |
| 33                        | París                  |                       |
| Prolongación Javier Prado |                        |                       |
| 34                        | Vista Alegre           |                       |
| 35                        | Holanda                |                       |
| 36                        | Berlín                 |                       |
| 37                        | Ceres                  | 209 257               |